# Мадридський собор
Мадри́дський собо́р (ісп. Catedral de Madrid), або Альмуденський королівський катедральний собор Святої Марії (ісп. Catedral de Santa María La Real de La Almudena) — католицький катедральний собор в Іспанії, в столиці Мадрид. Головний собор Мадридської архідіоцезії. Збудований у 1883—1993 роках, у неороманському стилі. Освячений папою римським Іоаном Павлом II у 1993. Об'єкт культурної спадщини Іспанії.

## Історія
Після переносу столиці з Толедо до Мадриду у 1561 році постало питання про будівництво головного храму архідіоцезії. Планувалося присвятити його Діві Марії. Не зважаючи на те, що імперія побудувала 40 нових міст у колоніях з великою кількістю церков у 16 ст., грошей на собор у Мадриді не вистачало. Будівництво храму почали лише 1879 року. Перший дизайн у неоготичному стилі розробив Франциско де Кубас. Під час громадянської війни в Іспанії роботи зупинилися до 1950. Будівництво було завершено у 1993 році до весілля короля Філіпа VI з Летицією, що відбулося у соборі.
Собор ймовірно звели на місці середньовічної мечеті, зруйнованої у 1083 році Альфонсо VI. За легендою християни заховали ікону Діви Марії у оборонну стіну міста під час арабського завоювання Піренейського півострова. У 1085 році на очах Альфонсо VI частина стіни обвалилася і йому відкрилася ікона. Назва Альмудена походить від арабського слова «цитадель».

## Інтер'єр
Інтер'єр собору прикрашений сучасними картинами та скульптурами. Мозаїку створив відомий митець Марко Іван Рупнік. Апсиду декорував Кіко Аргуельо.

## Галерея

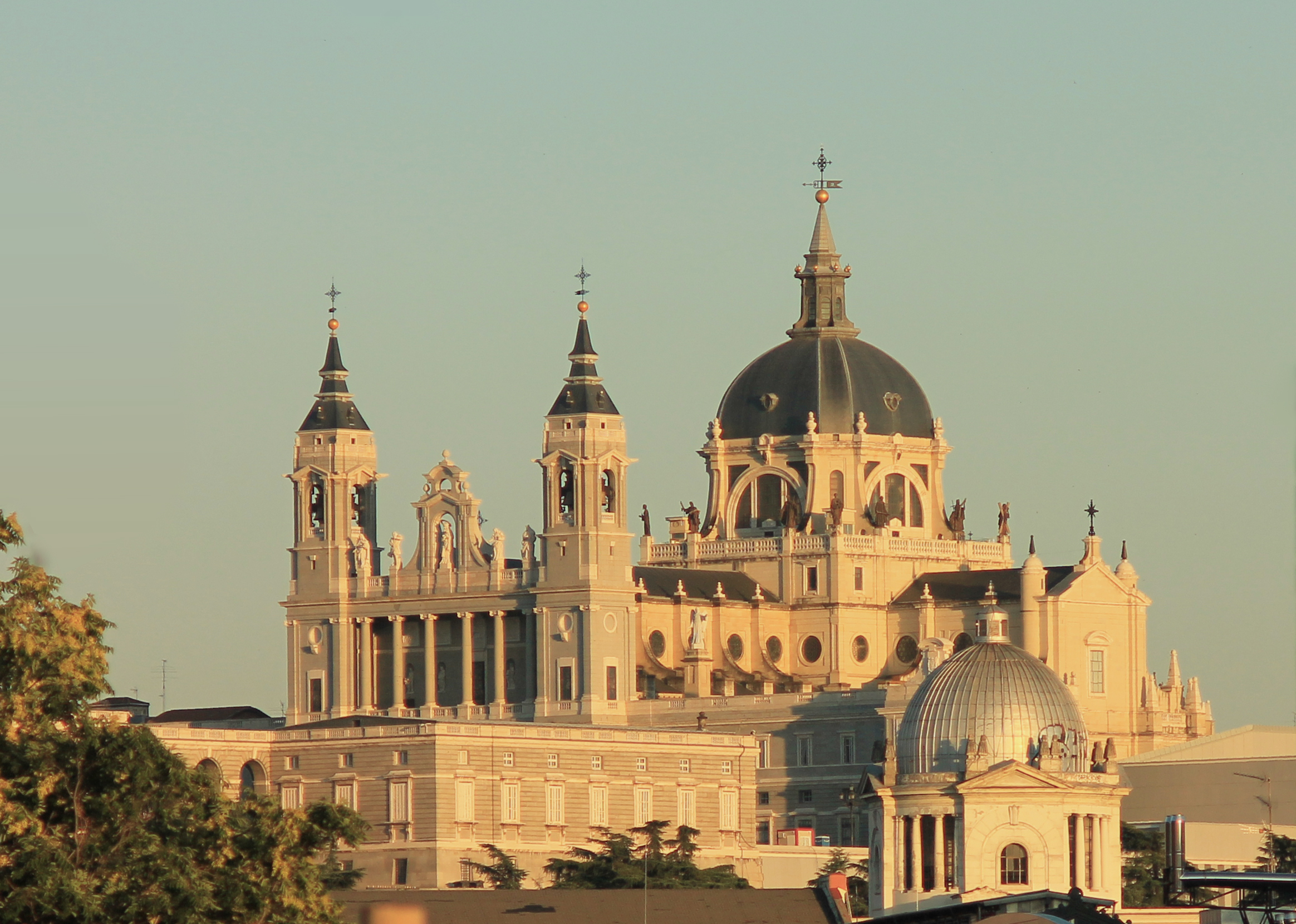
Вид храму ззовні
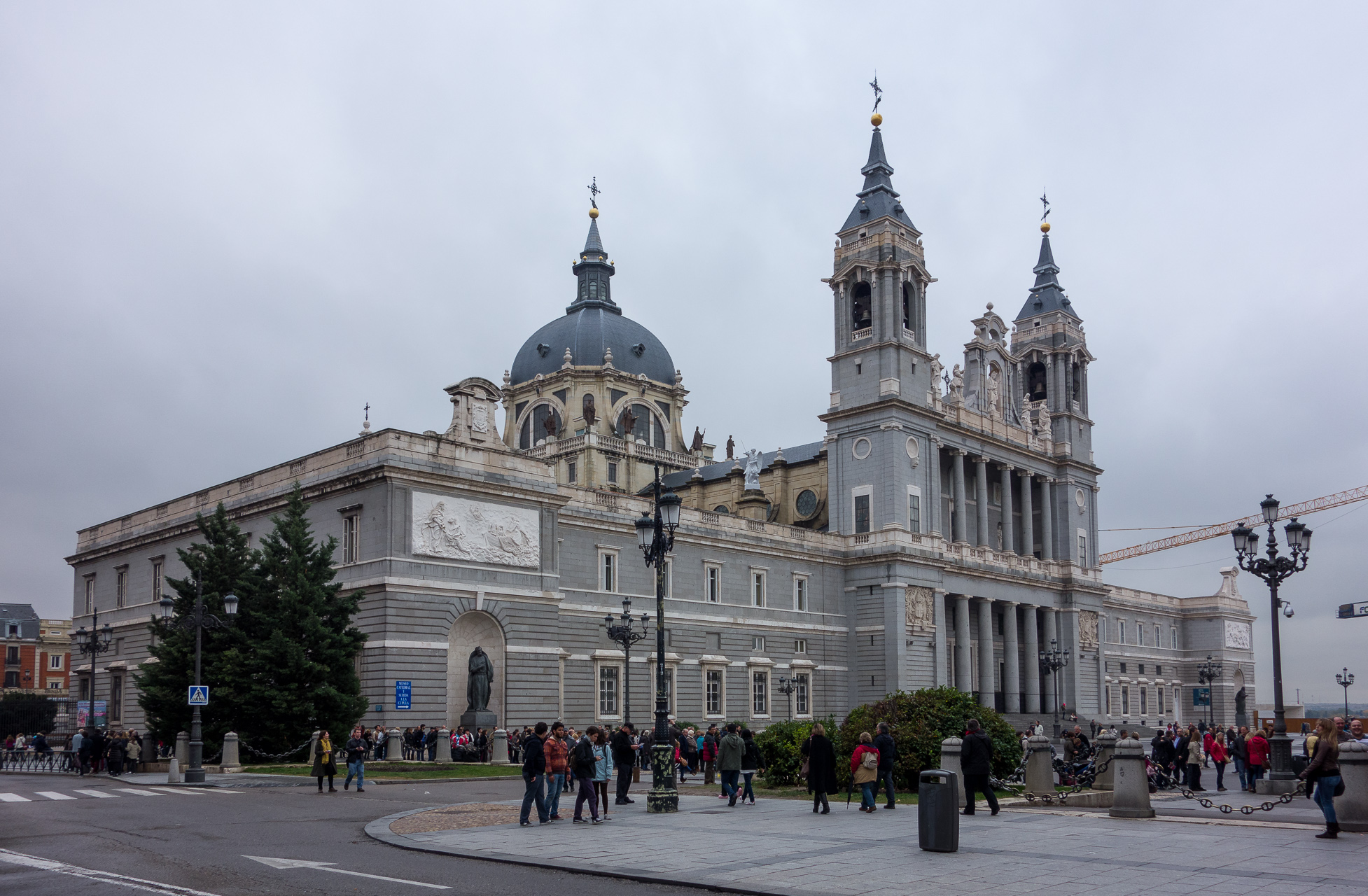
Собор з площі
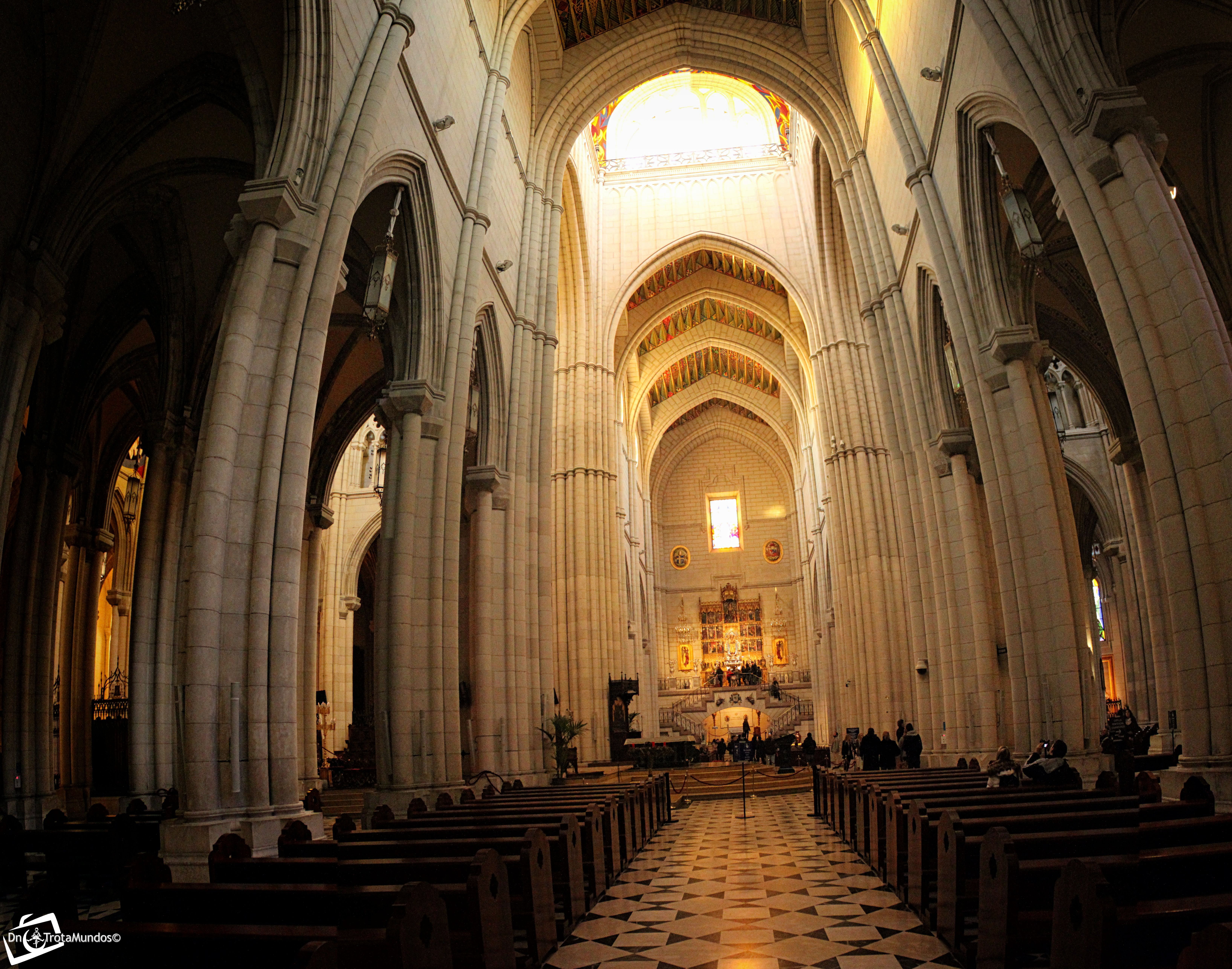
Всередині собору
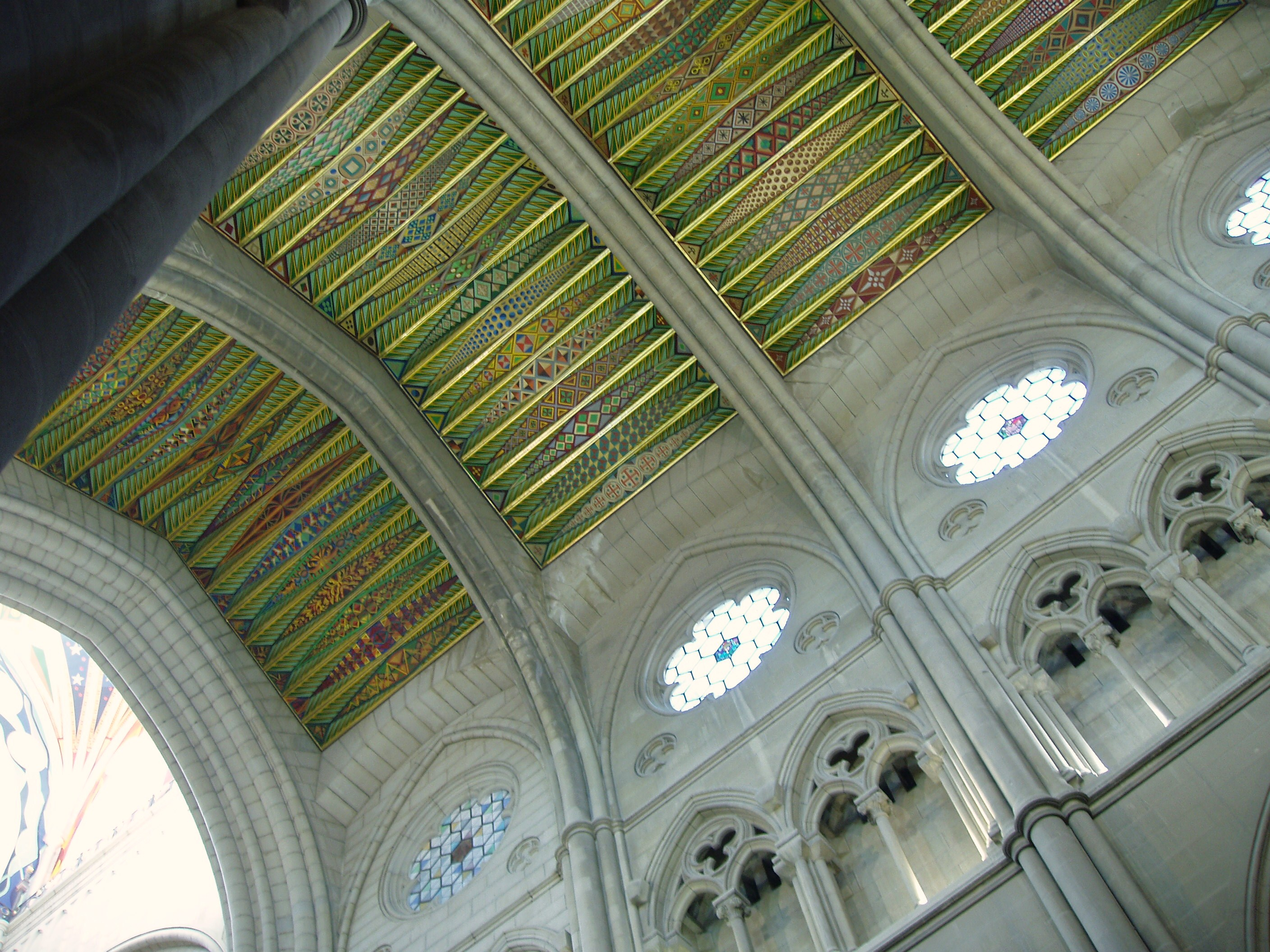
Стеля собору